# Чарівник країни Оз (фільм, 1939)
«Чарівник країни Оз» (англ. The Wizard of Oz) — американський кінофільм-мюзикл 1939 року, екранізація книги Френка Баума Чарівник Країни Оз. Шедевр Віктора Флемінга, який протягом шести десятиліть продовжував залишатися на перших місцях у списках найпопулярніших картин XX століття.
Український переклад зробила студія Омікрон на замовлення Гуртом..

## Сюжет
Школярка Дороті живе в Канзасі зі своєю сім'єю та цуценям Тото. Коли собака кусає сварливу місис Галч, дівчинка з цуценям, боячись її помсти, тікає та зустрічає фокусника, професора Марвела. Фокусник радить повернутися додому, до тітки Ем, яка переживає за Дороті. Тим часом настає буревій, дівчинка з цуценям ховається в будинку, який підхоплює вітер і відносить у казкову країну Оз.
Дороті опиняється в селищі карликів. Ті радо вітають її, позаяк будинок, впавши, убив Злу відьму Сходу. Тут несподівано з'являється Зла відьма Заходу, її сестра, щоб забрати чарівні червоні черевички убитої. Добра фея Сходу чаклунством взуває Дороті у них, на що відьма обіцяє все одно дістати черевички іншим разом і помститися. Фея радить вирушити дорогою з жовтої цегли на пошуки тих, хто зможе допомогти повернутися додому.
Вона зустрічає Опудало, який не має мозку, Залізного Дроворуба, що не має серця, і Боягузливого Лева. Разом вони вирішують піти до чарівника, що за переказами може дати все те, чого їм бракує. Вчотирьох вони дістаються до Смарагдового міста, в якому чарівник країни Оз постає перед ними в подобі вогненного лиця. Він погоджується допомогти в обмін на мітлу Злої відьми Заходу.
Мандрівники опиняються в лісі, де їх атакують летючі мавпи відьми та полонять Дороті з Тото. Песик тікає й знаходить Опудало, Залізного Дроворуба і Боягузливого Лева. Ті наважуються пробратися в замок відьми. Лиходійка схоплює їх усіх, Опудало заступається за дівчинку, а відьма підпалює його. Дороті виливає на них відро води, від якої Зла відьма Заходу розчиняється.
Всі разом вони приносять мітлу чарівникові, який виявляється звичайним фокусником, який не володіє жодною магією. Але після докорів Дороті він дає Опудалу диплом, Леву медаль, а Залізному Дроворубу годинник у формі серця. Для Дороті ж він споряджає повітряну кулю, та Тото вистрибує з неї, дівчинка біжить за ним, втрачаючи нагоду повернутися додому. З'являється Добра фея Сходу й повідомляє, що варто лише стукнути червоні черевички один об одного, щоб опинитися вдома. Дороті таким чином повертається в Канзас, де бачить поруч всіх, кого зустрічала в країні Оз, лише в подобі звичайних людей. Вона вирішує, що казкова подорож наснилася їй і немає місця кращого, ніж рідний дім.

## У ролях
- Джуді Ґарленд — Дороті Ґейл
- Френк Морган — Чарівник країни Оз / професор Марвел / сторож / візник
- Рей Болгер — Опудало / Ганк
- Берт Лар — Боягузливий Лев / Зік
- Джек Гейлі — Залізний Дроворуб / Гікорі
- Маргарет Гамільтон — Зла відьма Заходу / міс Алміра Галч
- Біллі Берк — Добра фея Сходу / Глінда
- Чарлі Грейпвін — дядько Генрі
- Клара Бландік — тітка Ем
- Террі — Тото

## Нагороди
«Чарівник країни Оз» нагороджено двома «Оскарами»:
- найкраща музика
- найкраща пісня

У 1939 році фільм брав участь в основному конкурсі Каннського кінофестивалю.
У 1989 році картина була поміщена до Національного реєстру фільмів.
У 2006 році перевидання фільму на DVD було відзначено премією «Сатурн» за найкращий реліз класичного фільму.

## Цікаві факти
- Британська газета «The Independent» поставила цей фільм на перше місце серед «Рейтинг 10 найкращих проклятих голлівудських фільмів».
- Фільм на 18 вересня 2018 року фільм займав 231-шу позицію у списку «250 найкращих фільмів за версією IMDb».
- Фільм займає почесні місця в списках «Серія 100 років» Американського інституту кіномистецтва.
- Пара рубіново-червоних тапочок, які носила актриса Джуді Гарленд у класичному фільмі «Чарівник країни Оз», планується продати з аукціону в суботу. [2]Знакові човники з паєтками колись були вкрадені з музею Міннесоти. Але тепер очікується, що вони принесуть на аукціоні 3 мільйони доларів (2,35 мільйона фунтів стерлінгів) за даними Heritage Auctions.